# Oude watertoren (Nijverdal)
De  Oude watertoren staat bij het fabrieksterrein van de voormalige Nederlandse Stoom Blekerij, later Koninklijke Ten Cate aan de P.C Stamstraat in Nijverdal, Overijssel. De toren is gebouwd in 1912 in functionalistische stijl, er werd industrieel proceswater mee op druk gehouden. Het is de oudste watertoren van Nijverdal. Het rijksmonument werd in 2008 door de gemeente Hellendoorn aangekocht als onderdeel van wijkontwikkelingsplan 'De Blokken'. In 2010 is de toren volledig gerestaureerd.
In 2011 werd met subsidie van de provincie Overijssel een 'transformatieplan' opgesteld om de gebruiksmogelijkheden van het monument te onderzoeken. Sinds 2015 is het gebouw in gebruik bij een commercieel bedrijf.